# Джейтон
Джейтон (англ. Jayton) — город в США, расположенный в северо-западной части штата Техас, административный центр округа Кент. По данным переписи за 2010 год число жителей составляло 534 человека, по оценке Бюро переписи США в 2016 году в городе проживало 507 человек.

## История
Изначально поселение называлось Джей-Флат и находилось на 3 километра северо-западнее нынешнего города. Город назван в честь семьи скотоводов, державших ранчо в регионе. В 1886 году Дэниэл Джей открыл почтовый офис. В 1907 году город перенесли на нынешнее место в связи с постройкой железной дороги Stamford and Northwestern Railway и переименовали в Джейтон. Железная дорога помогла привлечь новых поселенцев. Примерно в 1908 году начался выпуск первой газеты Jayton Herald. 11 февраля 1910 года город получил устав, началось формирование местных органов власти.
До 1925 года в городе не было водопроводной воды, и это приводило к потерям бизнеса из-за частых пожаров в городе. До 1930-х годов одной из основных отраслей экономики региона было выращивание хлопка. В конце десятилетия в округе было обнаружено нефтяное месторождение. В 1954 году в результате затяжного судебного процесса Джейтон сменил Клэрмонт на позиции административного центра округа Кент.

## География
Джейтон находится в восточной части округа, его координаты: 33°15′01″ с. ш. 100°34′30″ з. д..
Согласно данным бюро переписи США, площадь города составляет около 4,4 км2, полностью занятых сушей.

### Климат
Согласно классификации климатов Кёппена, в Джейтоне преобладает семиаридный климат умеренных широт (BSk).
| Показатель                    | Янв.  | Фев.  | Март  | Апр. | Май  | Июнь | Июль | Авг. | Сен. | Окт. | Нояб. | Дек.  | Год   |
| ----------------------------- | ----- | ----- | ----- | ---- | ---- | ---- | ---- | ---- | ---- | ---- | ----- | ----- | ----- |
| Абсолютный максимум, °C       | 30,6  | 32,8  | 37,2  | 38,9 | 43,9 | 46,7 | 43,3 | 43,3 | 42,2 | 40,6 | 32,2  | 30    | 46,7  |
| Средний суточный максимум, °C | 12,4  | 14,6  | 19,6  | 25,1 | 29,1 | 33,1 | 35,3 | 34,4 | 30,1 | 25,1 | 18,6  | 13,4  | 24,2  |
| Средняя температура, °C       | 4,6   | 6,7   | 11,3  | 16,7 | 21,4 | 25,8 | 28,1 | 27,2 | 23   | 17,3 | 10,7  | 5,6   | 16,6  |
| Средний суточный минимум, °C  | −3,2  | −1,2  | 3     | 8,2  | 13,7 | 18,6 | 20,8 | 20,1 | 15,9 | 9,6  | 2,9   | −2,2  | 8,8   |
| Абсолютный минимум, °C        | −18,9 | −21,1 | −14,4 | −4,4 | 1,7  | 7,2  | 12,8 | 12,2 | 1,1  | −3,9 | −12,2 | −20,6 | −21,1 |
| Норма осадков, мм             | 20    | 26    | 33    | 43   | 73   | 80   | 52   | 65   | 66   | 55   | 24    | 21    | 558   |
| Источник: weatherbase.com     |       |       |       |      |      |      |      |      |      |      |       |       |       |

## Население
Согласно переписи населения 2010 года в городе проживало 534 человека, было 215 домохозяйств и 129 семей. Расовый состав города: 94,2 % — белые, 0,2 % — афроамериканцы, 1,1 % — 
коренные жители США, 0 % — азиаты, 0 % (0 человек) — жители Гавайев или Океании, 3,4 % — другие расы, 1,1 % — две и более расы. Число испаноязычных жителей любых рас составило 16,9 %.
Из 2010 домохозяйств, в 30,2 % живут дети младше 18 лет. 46,5 % домохозяйств представляли собой совместно проживающие супружеские пары (17,7 % с детьми младше 18 лет), в 9,8 % домохозяйств женщины проживали без мужей, в 3,7 % 
домохозяйств мужчины проживали без жён, 40 % домохозяйств не являлись семьями. В 37,7 % домохозяйств проживал только один человек, 16,7 % составляли одинокие пожилые люди (старше 65 лет). Средний размер домохозяйства составлял 2,24 человека. Средний размер семьи — 2,95 человека.
Население города по возрастному диапазону распределилось следующим образом: 27 % — жители младше 20 лет, 16,8 % находятся в возрасте от 20 до 39, 30,4 % — от 40 до 64, 25,8 % — 65 лет и старше. Средний возраст составляет 45,6 года.
Согласно данным опросов пяти лет с 2012 по 2016 годы, медианный доход домохозяйства в Джейтоне составляет 46 875 долларов США в год, медианный доход семьи — 73 281 доллар. Доход на душу населения в городе составляет 23 179 долларов. Около 8,9 % семей и 13,9 % населения находятся за чертой бедности. В том числе 13,9 % в возрасте до 18 лет и 9,1 % старше 65 лет.

## Местное управление
Управление городом осуществляется мэром и городским советом, состоящим из 5 человек. Совет выбирает из своего состава заместителя мэра.
Другими важными должностями, на которые происходит наём сотрудников, являются:
- Городской секретарь
- Агент по закупкам
- Городской юрист
- Шеф пожарной охраны

## Инфраструктура и транспорт
Основными автомагистралями, проходящими через Джейтон, являются:
- автомагистраль 380 США идёт с востока от Аспермонта на запад к Посту.
- автомагистраль 70 штата Техас идёт с севера от Диккенса на юг к Роби.

В городе располагается аэропорт округа Кент. Аэропорт располагает одной взлётно-посадочной полосой длиной 1006 метров. Ближайшим аэропортом, выполняющим коммерческие рейсы, является региональный аэропорт Абилина. Аэропорт находится примерно в 145 километрах к юго-востоку от Джейтона.

## Образование
Город обслуживается независимым школьным округом Джейтон-Гирард.

## Отдых и развлечения
В начале 1900-х годов среди местных жителей, а также писателей и других деятелей культуры был популярен местный каньон с крупным родником Путофф, располагающийся к северу от города.

## Город в популярной культуре
Одним из посетителей популярного каньона стал писатель Зейн Грей. Позже обстановка в городе была использована в романе «В прериях Техаса» (англ. The Thundering Herd).
Джейтон упоминается в фильме «Любой ценой» 2016 года режиссёра Дэвида Маккензи.